# Marathon van Belgrado 2006

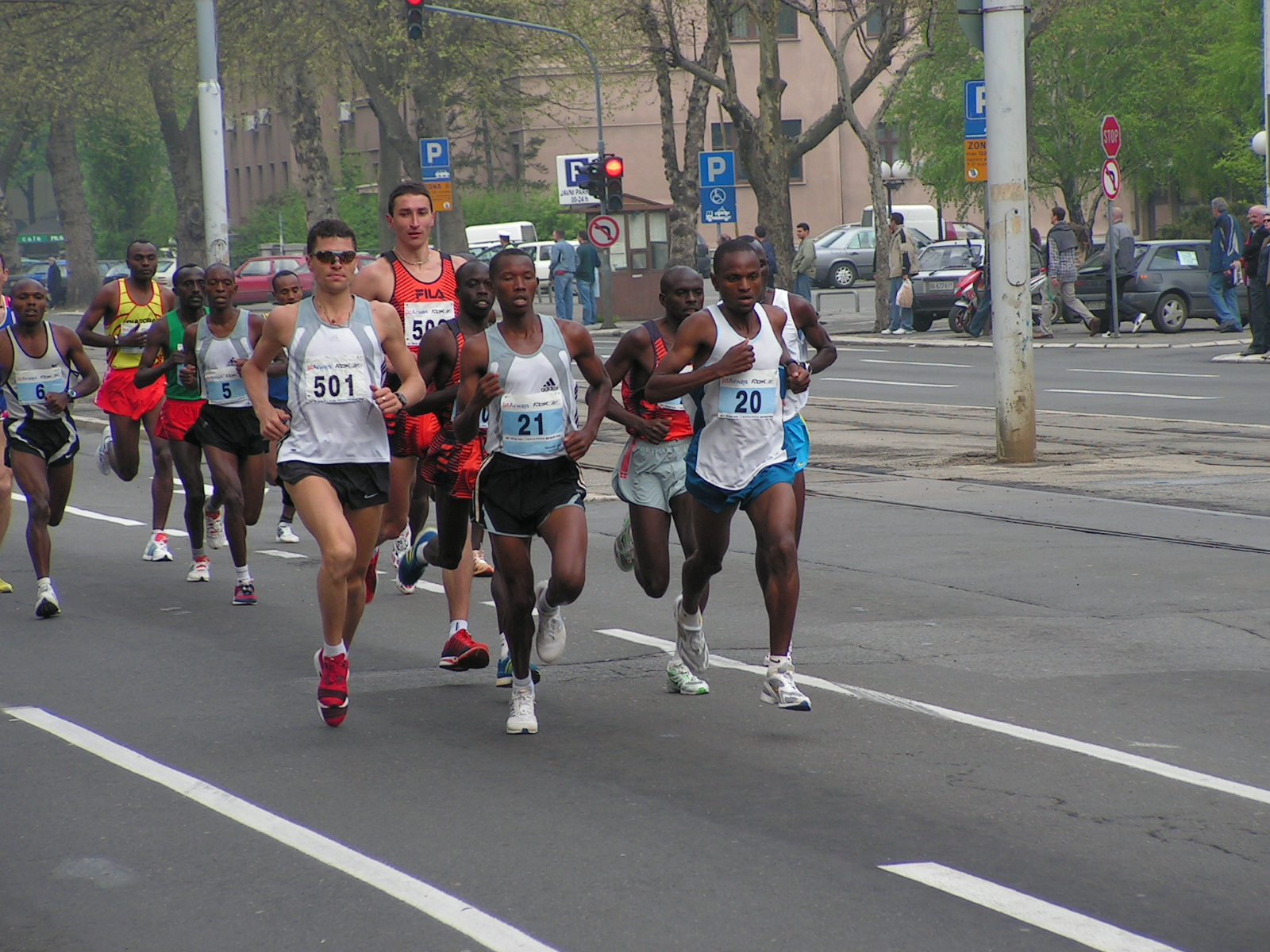
Foto tijdens de wedstrijd.

De marathon van Belgrado 2006 vond plaats op zondag 22 april 2006 in Belgrado. Het was de negentiende editie van de marathon van Belgrado.

## Uitslagen

### Mannen
| rang   | naam           | land | tijd    |
| ------ | -------------- | ---- | ------- |
| Goud   | Japhet Kosgei  | KEN  | 2:10.54 |
| Zilver | Festus Kioko   | KEN  | 2:11.30 |
| Brons  | Reuben Mutumwo | KEN  | 2:12.31 |
| 4      | John Maluni    | KEN  | 2:13.17 |
| 5      | Samuel Nganga  | KEN  | 2:13.27 |
| 6      | Erick Yator    | KEN  | 2:13.33 |
| 7      | Edep Collins   | KEN  | 2:13.53 |
| 8      | Francis Maundu | KEN  | 2:19.41 |
| 9      | Tesfaye Dirba  | ETH  | 2:19.54 |
| 10     | Abebe Siyum    | ETH  | 2:21.41 |

### Vrouwen
| rang   | naam                | land | tijd    |
| ------ | ------------------- | ---- | ------- |
| Goud   | Halina Karnatsevich | BLR  | 2:34.35 |
| Zilver | Chemokil Chilapong  | KEN  | 2:36.10 |
| Brons  | Beyene Adenech      | ETH  | 2:41.12 |
| 4      | Dee Nazzaro         | USA  | 2:41.35 |
| 5      | Marjana Lukic       | SRB  | 2:42.46 |
| 6      | Lisa Viklund        | SWE  | 2:48.44 |
| 7      | Karin Schon         | SWE  | 2:50.51 |
| 8      | Urge Getenesh       | ETH  | 2:53.09 |
| 9      | Perilla Karlsson    | SWE  | 2:55.29 |
| 10     | Svetlana Baigulova  | RUS  | 3:05.19 |

1989 ·
1990 ·
1991 ·
1992 ·
1993 ·
1994 ·
1995 ·
1996 ·
1997 ·
1998 ··
1999 ·
2000 ·
2001 ·
2002 ·
2003 ·
2004 ·
2005 ·
2006 ·
2007 ·
2008 ·
2009 ·
2010 ·
2011 · 
2012 ·
2013 ·
2014 ·
2015 ·
2016 ·
2017 ·
2018 ·
2019 ·
2020